# بهاما الكبرى
بهاما الكبرى هي واحدة من أقصى جزر البهاما شمالاً، وأقرب جزيرة كبيرة للولايات المتحدة، حيث تقع على بعد 55 ميل (90 كم) قبالة ولاية فلوريدا فقط. بهاما الكبرى هي رابع أكبر جزيرة في سلسلة جزر البهاما التي تتكون من قرابة 700 جزيرة كبيرة و 2400 من الجزر الصغيرة المنخفضة. طول الجزيرة حوالي 96 ميلا (154 كم) من غربها لشرقها و 17 ميلا (27 كيلومترا) في أوسع نقطة من شمالها لجنوبها.
مع قدوم الإسبان إلى البهاما، والعالم الجديد، سمى الجزيرة باسم جران بايامار، أي "المياه الضحلة العظمى"، وهو ما أدى إلى التسمية الحالية للبهاما ككل ككلمة مشتقة منها. مساحة الجزيرة هي 1,373 كم مربع، ويسكنها قرابة 75,000 نسمة.

## أهم المدن
- فريبورت: هي المدينة الرئيسية عاصمة غراند بهاما.
- ويست آند: هي أقدم مدينة ومستوطنة الجزيرة، وتقع في أقصى غرب الجزيرة.
- لوكايا: هي أهم وأكبر منطقة سياحية على الجزيرة.

## أعلام
- ميخائيل ماتيو
- هوبرت إنغراهام
- مانويل جاي فرنانديز